# Diacamma pallidum
Diacamma pallidum é uma espécie de formiga do gênero Diacamma, pertencente à subfamília Ponerinae.